# Marasmius purpureostriatus
Espèce
Marasmius purpureostriatus est une espèce de champignons basidiomycètes appartenant au genre Marasmius de la famille des Marasmiacées. Le Marasme strié de pourpre, ou de son nom japonais, le « strié des feuilles mortes »  (スジオチバタケ) est un élégant champignon bariolé de stries pourpre violacé dans la jeunesse, colonisant la litière des feuilles de bambous.

## Taxinomie et Nomenclature
Il a été décrit par le mycologue japonais Tsuguo Hongo en 1958, sous le binôme Marasmius purpureostriatus  Hongo (1958) , Journal of Japanese botany, 33, p. 344.

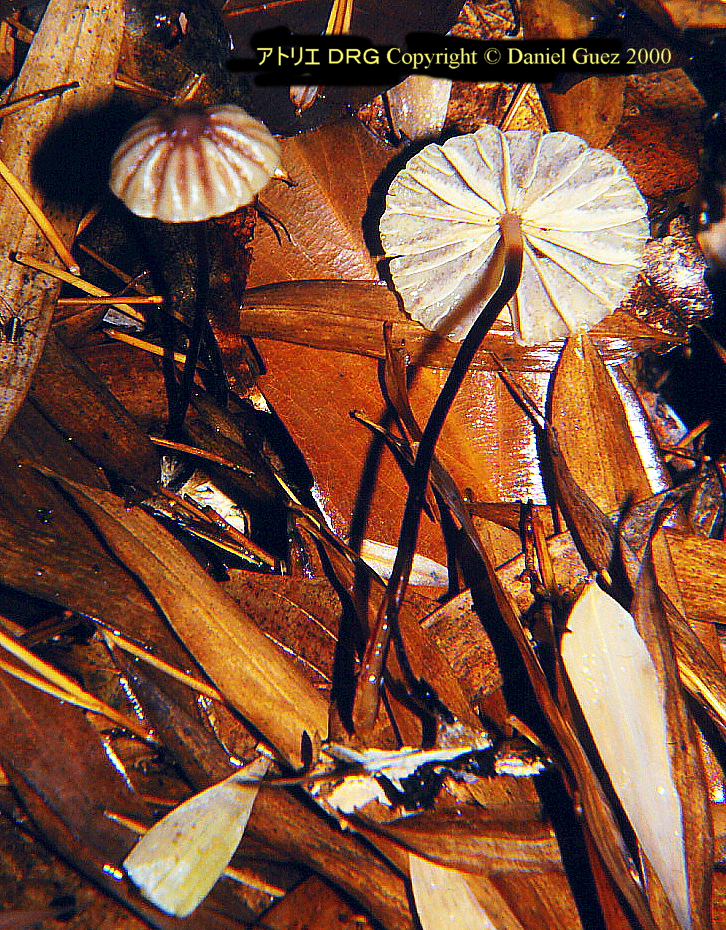

- Chapeau conique à campanulé, 1,5 ~ 2,5 cm, blanchâtre, remarquablement strié de brun violacé sombre, surligné au dessus de chaque lame (de sorte que l'on peut les compter par transparence sans retourner le champignon). Mamelon central saillant. Marge droite et crénelée.

- Chair très mince, insipide, saveur nulle.

- Lames émarginées ou libres, étroites, très espacées, crème jaunâtre à grisâtre pâle, tiquetées de rouille, finement pubescentes à la marge.

- Stipe 4-11 x 0,1-0,4 cm, concolore aux lames au sommet, violet ailleurs, recouvert d'une pruine blanchâtre chez le jeune, bientôt lisse et brunissant, puis noircissant avec l'âge. Base guêtrée de longs poils, souvent coudée par un bourrelet de coton mycélien agglutinant des débris végétaux variés, feuilles et brindilles.

- Hyménium coriace d'hyphes entrelacées 4 ~ 7 µm de large, aspect gélifié rendant les coupes assez floues. Spores rares sur nos spécimens, en cigare, carotte ou cystidiformes, de grande taille : 21–30 × 5-7 µm, brun sous le microscope. Cheilocystides largement clavées à fusoïdes ou utriformes[3].

- Comestibilité : sans intérêt culinaire.

## Distribution et habitat
Fructifie du printemps à l'automne, sous feuillus dans la litière de feuilles mortes et brindilles. Longtemps tenu pour endémique au Japon, des récoltes lui ont été rapportées de Malaisie, Thaïlande, Corée et Nouvelle-Guinée.